# 더 빌런
더 빌런(Ek Villain, The Villain)은 인도에서 제작된 모히트 수리 감독의 2014년 액션, 멜로/로맨스, 스릴러 영화이다. 시드하스 말호트라 등이 주연으로 출연하였다.

## 출연

### 주연
- 시드하스 말호트라
- 쉬라다 카푸르
- 프라치 데사이
- 리테쉬 데쉬무크

### 조연
- 샤드 란다와